# Фил Спектор
Харви Филип Спектор (енгл. Harvey Phillip Spector; Њујорк, 26. децембар 1939 — 16. јануар 2021) био је амерички музички продуцент, који је познат по увођењу продукцијске технике познате под називом „зид звука“ (Wall of Sound), која се и данас сматра његовим заштитним знаком.

## Биографија
Почетком 60-их, Спектор, апсолутни слухиста, је сарађивао са групама Ронетс (The Ronettes) и Кристалс (The Crystals), Дарлин Лав (Darlene Love), Беном Е. Кингом (Ben E. King), а 1963. пласирао је албум A Christmas Gift for You from Phil Spector, који се у САД сматра једним од најквалитетнијих албума за празничном тематиком. Касније је сарађивао са Рајчес Брадерсима (The Righteous Brothers), Ајком и Тином Тарнер (Ike & Tina Turner), а остаће запамћено да је на позив Џона Ленона продуцирао албум Битлса, Let It Be. Пол Макартни, ко-аутор већине песама са тог албума, укључујући и истоимени хит, од самог почетка је био незадовољан сарадњом, а 23. године по изласку оригиналног албума, 2003., издао је Let It Be... Naked, реиздање оригиналног албума са кога је уклоњена Спекторова продукција.
Прича се да је Спектор, који је патио од маничне депресије, током сесије са Рамоунсима (Ramones), потезао пиштољ на чланове бенда. Продукција је ипак приведена крају, албум End of the Century се нашао у продаји у фебруару 1980, а Марки Рамоун (Marky Ramone), један од чланова Рамоунса, у интервјуу за Блиц 2003. године причао је и о сарадњи са Спектором: „Сећам се такође да се Џоју (Joey Ramone) и мени допао Фил Спектор, кога смо упознали када је продуцирао албум Рамоунса End of the Century. То су били добри тренуци са Џоијем, радовао се што ће радити са неким с ким је одувек желео да ради. Као и ја, уосталом. Спектор је један од људи којима се дивим и чији рад изузетно поштујем. Можда највећи од свих."
1981. године радио је на првом соло албуму Јоко Оно по смрти њеног супруга, Џона Ленона (Ленон је убијен 08. децембра 1980). Јоко је том приликом изјавила да је Џон сматрао Фила својим пријатељем, и поклонила му једну од Џонових гитара у знак захвалности.
Наредних петнаестак година Фил се ретко враћао у студио. Средином 90-их, на снимању албума са Селин Дион, канадска певачица је усред сесије из протеста напустила студио, огорчена због Спекторовог односа према њеним вишегодишњим сарадницима. Сарадња није остварена, а албум Falling Into You је до данас продао 31 милион копија.
2003. године, Спектор је сарађивао са бритпоп бендом Старсејлор на албуму Silence Is Easy. Планирана сарадња са аустралијским бендом Д Вајнс (The Vines), није остварена јер је Спектор најпре ухапшен, а затим је против њега и подигнута оптужница због убиства америчке глумице Лане Кларксон, која је устрељена у његовој кућу, у Лос Анђелесу, 03. фебруара 2003.
Прво суђење је прво поништено због немогућности пороте да донесе пресуду (десет поротника сматрало га је кривим, док је двоје сматрало да је невин, што је било недовољно да се утврди кривица по англо-саксонском праву). Суђено му је поново 20, октобра 2008. Судија га прогласио кривим за убиство Кларксонове 13. априла 2009. Спектор је осуђен 29. маја 2009. на 19 година у Калифорнијском државном затвору, и имаће 88 година пре него што стекне право на условно отпуштање.